# Friedrich Fuchs (Politiker, 1926)
Friedrich Fuchs (* 4. Januar 1926 in Ried im Innkreis, Oberösterreich; † 26. April 2007 in Linz, Oberösterreich) war ein österreichischer Politiker (ÖVP).

## Leben
Nach Besuch der Volksschule und drei Klassen Hauptschule wechselte Friedrich Fuchs ans Gymnasium, an welchem er eine Kriegsmatura ablegte. Danach diente er eineinhalb Jahre als Soldat in der Wehrmacht, ehe er zuletzt drei Monate in alliierter Kriegsgefangenschaft verbringen musste.
Nach dem Krieg studierte Fuchs Rechtswissenschaft und legte 1949 die Promotion ab. Nach einem Jahr Gerichtspraxis wurde Fuchs 1951 Angestellter in der oberösterreichischen Wirtschaftskammer. Hier machte er Karriere und stieg so zuletzt 1979 in den Rang eines Kammeramtsdirektors auf.
Friedrich Fuchs saß zudem ab 1964 als Mitglied im Vorstand der oberösterreichischen Krankenkasse für Arbeiter und Angestellte und war ab 1974 Mitglied in der Landesleitung des Oberösterreichischen Wirtschaftsbundes.
Von Oktober 1974 bis Oktober 1979 war Fuchs außerdem Mitglied des Bundesrats in Wien.

## Auszeichnungen
- Goldenes Ehrenzeichen für Verdienste um die Republik Österreich
- Großes Ehrenzeichen für Verdienste um die Republik Österreich
- Silbernes Ehrenzeichen des Landes Oberösterreich
- Bundesverdienstkreuz 1. Klasse (11. September 1981)[1]